# Арно, Мари-Элен
Мари́-Эле́н Арно́ (фр. Marie-Hélène Arnaud; 24 сентября 1934, Монморанси — 6 октября 1986, Париж) — французская фотомодель, актриса
 кино, модельер
.
Окончила университет со степенью бакалавра философии, после чего стала работать манекенщицей для дома Коко Шанель, быстро став любимой моделью последней. В конце 1950-х годов два года работала для модного дома Ги Лароша, затем вернулась к Шанель. Некоторое время была директором дома Шанель, затем основала собственный дом моды, который не принёс ей успеха. Фотографии Арно появлялись на обложках журналов Elle и Life, её непродолжительный роман с Робером Оссейном находился в центре внимания светской хроники.
В 1956—1964 годы пробовала себя как киноактриса, сыграв небольшие роли в пяти фильмах, главным образом у режиссёра Андре Юнебеля. Наиболее существенна из них роль леди Бельтам в картине «Фантомас» (1964), Арно появилась также в эпизоде (без указания в титрах) знаменитой музыкальной комедии «Жижи» (1958).
Мари-Элен Арно умерла 6 октября 1986 года, в возрасте 52-х лет. Была найдена мёртвой в собственной ванной комнате, причина смерти не установлена.